# タイクーンモデルエージェンシー
タイクーン モデリング エージェンシー（TYCOON MODELLING AGENCY）は日本のモデル事務所である。
商号は、株式会社 大君（タイクーン）。

## 概要
雑誌・広告・CM・ファッションショーなどで活動するファッションモデルのマネジメントを行っている。

## 所属

### 男性
- 山下 晃和
- 吏玖
- 松木大真
- KENYA
- 髙橋雪
- 中島 瑞生
- 岡田 純
- 健太郎
- 川口 瞬
- 尚真
- CRIS
- 一靖
- LYOKI
- RAY
- 駒崎 宏典
- 米村 勝一
- 中根 政男
- 鈴木 晴生
- DAIKI HIGA

他

### 女性
- Atsuko
- 増井 比奈子
- 奥島 舞
- 坂本 楽奈
- 蒼井 陽葵
- RIRI
- ELEN
- ANJU
- 水越 七海
- MISA
- 世菜
- 岡部 悠加
- 北岡 莉沙
- 沢井 亜希
- 一郎丸 直子
- AOI

他

### スペシャルブッキング
- 曾宮 周吉
- 林 宏和